# Sonar

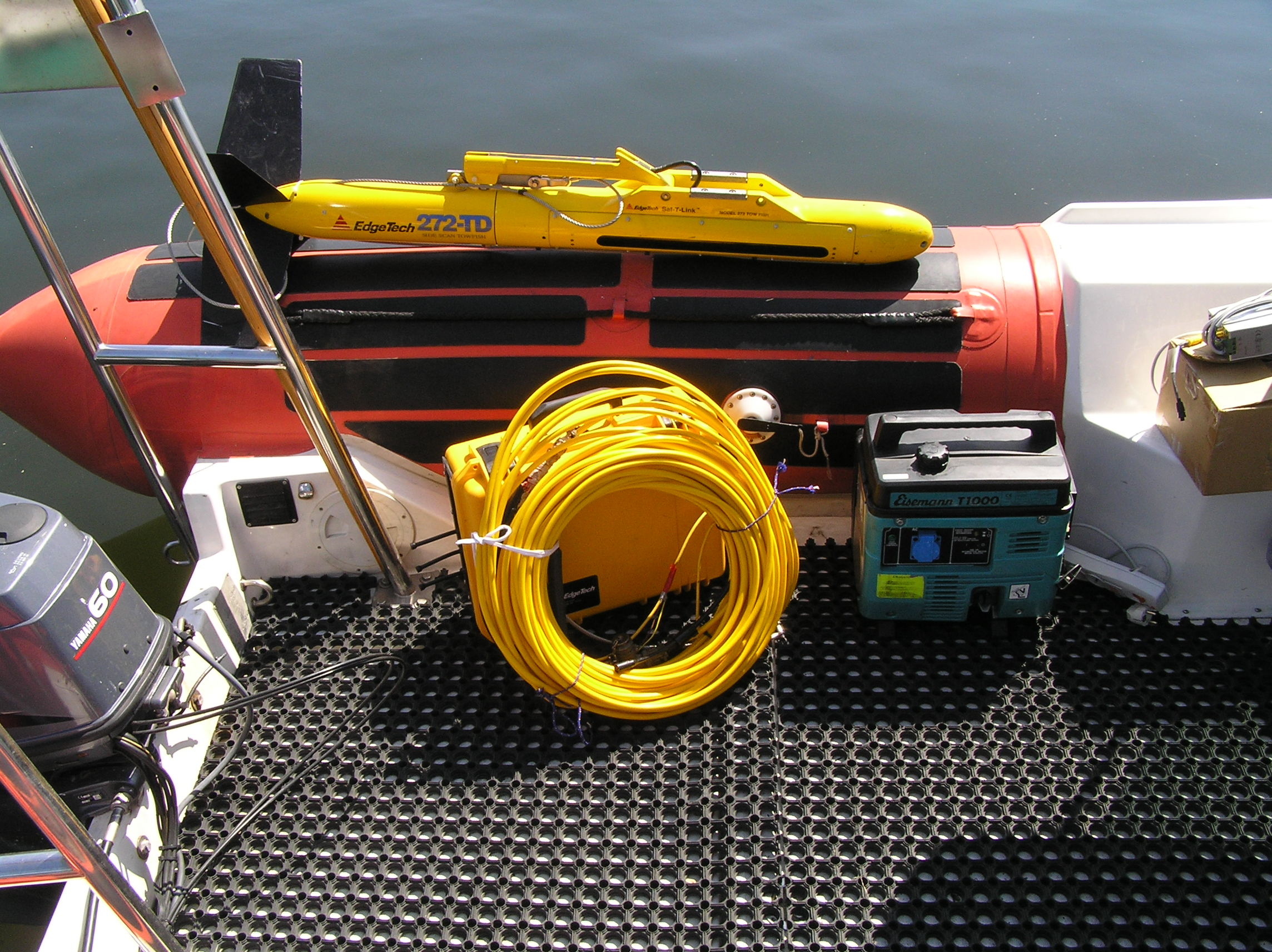
Sonar holowany EdgeTech 272-TD na burcie motorówki

Sonar (ang. Sound Navigation And Ranging – nawigacja dźwiękowa i pomiar odległości) – urządzenie używające długich, średnich lub krótkich fal dźwiękowych do nawigacji, komunikacji, detekcji, określania pozycji, śledzenia oraz klasyfikacji ruchomych i nieruchomych obiektów zanurzonych, znajdujących się na powierzchni cieczy bądź w powietrzu. Nazwa sonaru powstała pod wpływem nazwy radaru. W zależności od zasady działania, sonary mogą być aktywne bądź pasywne, mogą także łączyć obie te cechy. Najczęstszym środowiskiem zastosowania urządzeń sonarowych jest środowisko ciekłe, zwłaszcza wodne, jednakże ich odpowiednie formy mogą być wykorzystywane także w środowisku gazowym, w tym w powietrzu. W zależności od zastosowania i konstrukcji systemy echolokacyjne mogą używać bardzo szerokiego zakresu fal dźwiękowych – od infradźwięków po ultradźwięki. U niektórych zwierząt takich jak delfiny czy nietoperze umiejętność echolokacji wytworzyła się naturalnie w drodze ewolucyjnej.
Pierwszy znany przykład użycia sonaru pasywnego pochodzi od Leonarda da Vinci, który w 1490 opisał w jaki sposób za pomocą tuby można słuchać odgłosów z odległych statków.

## Zasada działania
Systemy sonarowe (sound navigation and ranging) mają wiele podobieństw do radaru oraz systemów elektrooptycznych. Dźwięk może być generowany, kontrolowany, kierunkowany, transmitowany oraz odbierany w wodzie, podobnie jak energia elektromagnetyczna w powietrzu. W każdym z tych przypadków podstawą detekcji jest propagacja fali między celem a odbiornikiem. Jednak w odróżnieniu od radaru, wykorzystującego fale elektromagnetyczne, systemy sonarowe wykorzystują energię przenoszoną przez fale dźwiękowe, których przebieg jest znacznie bardziej uzależniony od środowiska, w jakim następuje propagacja fali. W przypadku sonaru aktywnego fala dźwiękowa propaguje od nadajnika do celu i z powrotem do odbiornika, natomiast w systemie sonaru pasywnego źródłem energii jest sam cel: fala dźwiękowa propaguje od celu do odbiornika, analogicznie jak ma to miejsce w pasywnych systemach detekcji w podczerwieni.

## Sonar aktywny
W aktywnym systemie sonarowym źródłem fali dźwiękowej jest organiczna część sonaru. Energia elektryczna z transmitera konwertowana jest w systemie do postaci energii akustycznej. Podstawowym elementem tego rodzaju urządzenia jest zmieniający formę energii przetwornik. Przetwornik mogący jedynie odbierać falę dźwiękową zwany jest hydrofonem, zaś przetwornik  zdolny wyłącznie do generowania (i transmisji) energii akustycznej zwany jest projektorem. W wielu  jednak sytuacjach przetwornik może pracować w obu tych rolach - zarówno jako urządzenie odbiorcze jak i transmisyjne.

### Pierwsze próby
Pierwsze pomysły i patenty na sonar aktywny (odgłos sonaru aktywnegoⓘ) pojawiły się w 1912 roku po zatonięciu „Titanica”. Wówczas angielski meteorolog Lewis Richardson opatentował pomysł na urządzenie tego typu, podobny patent uzyskał rok później niemiecki fizyk Alexander Behm. Pierwszy działający, eksperymentalny system powstał w 1912, zbudował go pracujący dla amerykańskiej firmy Submarine Signal Company kanadyjski fizyk Reginald Fessenden. W 1914 dokonano praktycznych prób z pokładu kutra „Miami” należącego do straży przybrzeżnej Stanów Zjednoczonych, tzw. oscylator Fessendena został użyty do komunikacji z zanurzonym okrętem podwodnym, określenia głębokości morza i wykrycia oddalonej o ponad 3 km góry lodowej. Rozdzielczość skonstruowanego przez Fessendena urządzenia była zbyt mała aby dokładnie określić kierunek, w którym znajdowała się wykryta góra lodowa (oscylator pracował na falach o długości ok. 3 m, a średnica anteny odbiornika wynosiła jedynie 1 m), niemniej pierwsze próby oscylatora były na tyle obiecujące, że 10 brytyjskich okrętów podwodnych typu H zbudowanych w Montrealu zostało w nie wyposażonych.
Po wybuchu I wojny światowej tempo pracy nad skonstruowaniem skutecznych i dokładnych sonarów uległo znacznemu przyspieszeniu. We Francji pracujący w paryskim École Municipale de Physique et de Chimie Industrielles fizyk Paul Langevin i rosyjski inżynier Konstantin Czilowski już w 1915 zaprojektowali sonar z aktywnym elementem elektrostatycznym. W 1917 Langevin zbudował kwarcowy, piezoelektryczny sonar pracujący na częstotliwości 150 kHz o wiązce tak silnej, że zagrażała ona życiu ryb znajdujących się na jej drodze. Taka konstrukcja okazała się niepraktyczna ze względów na problemy z uzyskaniem kwarcu o odpowiednich parametrach i zbyt wysokiego napięcia pracy. Langevin ostatecznie zaprojektował sonar działający na częstotliwości 40 kHz. Testowane w lutym 1918 urządzenie okazało się skuteczne w wykrywaniu obecności okrętów podwodnych nawet ze znacznych odległości, ale nie potrafiło ono wyznaczyć położenia okrętu podwodnego z taką samą dokładnością jak używany wówczas pasywny sonar (hydrolokator) Walsera.

### ASDIC
Angielskie eksperymenty z sonarem pod kierownictwem Roberta Boyle'a rozpoczęto w 1916. Prowadzony przez Boyle'a zespół naukowców nazwany Anti-Submarine Division, bazując częściowo na wcześniejszych francuskich eksperymentach zbudował pierwszy praktyczny sonar już w połowie 1917. Wszystkie prace zespołu Boyle'a otoczone były najwyższą klauzulą tajności. W żadnych dokumentach nie wspominano o eksperymentach związanych z ultradźwiękami czy kwarcem, słowo supersonics zastępowano wywodzącym się od nazwy zespołu akronimem ASD, a quartz – ASDivite, z czego wywodzi się używane później określenia na angielski sonar – ASDIC. Spotykane często, nawet w literaturze fachowej, wytłumaczenie, że jest to akronim od Allied Submarine Detection Investigation Committee czy Anti-Submarine Detection Investigation Committee jest nieprawdziwe, a wywodzi się z odpowiedzi danej przez Admiralicję brytyjską na pytanie redakcji słownika oksfordzkiego, jak brzmi rozwinięcie tego akronimu. W rzeczywistości nigdy nie istniał komitet o takiej nazwie. Po wybuchu II wojny światowej technologia ASDIC-a została przekazana do Stanów Zjednoczonych, gdzie była znana pod akronimem SONAR.

## Współczesność
Współcześnie sonar stosowany jest nie tylko przez wojsko, znajduje także szerokie zastosowanie jako instrument naukowy, używany jest także w rybołówstwie do odnajdowania i szacowania wielkości ławic rybnych. Sonar jest szczególnie pożyteczny podczas poszukiwania przeszkód podwodnych. Za jego pomocą można określić rozmiary napotkanej przeszkody: długość, szerokość, oraz pośrednio wysokość (na podstawie analizy długości cienia akustycznego). Ponadto sonary pracujące jako część systemu hydrograficznego pozwalają określić pozycję geograficzną przeszkody.
Rosnąca liczba używanych sonarów przyczynia się do wzrostu poziomu hałasu w oceanach, który dezorientuje zwierzęta morskie używające fal akustycznych do nawigacji oraz komunikacji między sobą. Niektóre sonary są w stanie nawet trwale uszkodzić ich słuch.